# Fünfzylindermotor

Viertakt Fünfzylinderreihenmotor

Der Fünfzylindermotor ist eine Bauart von Hubkolben-Motoren, im Besonderen von Verbrennungsmotoren.

## Beschreibung

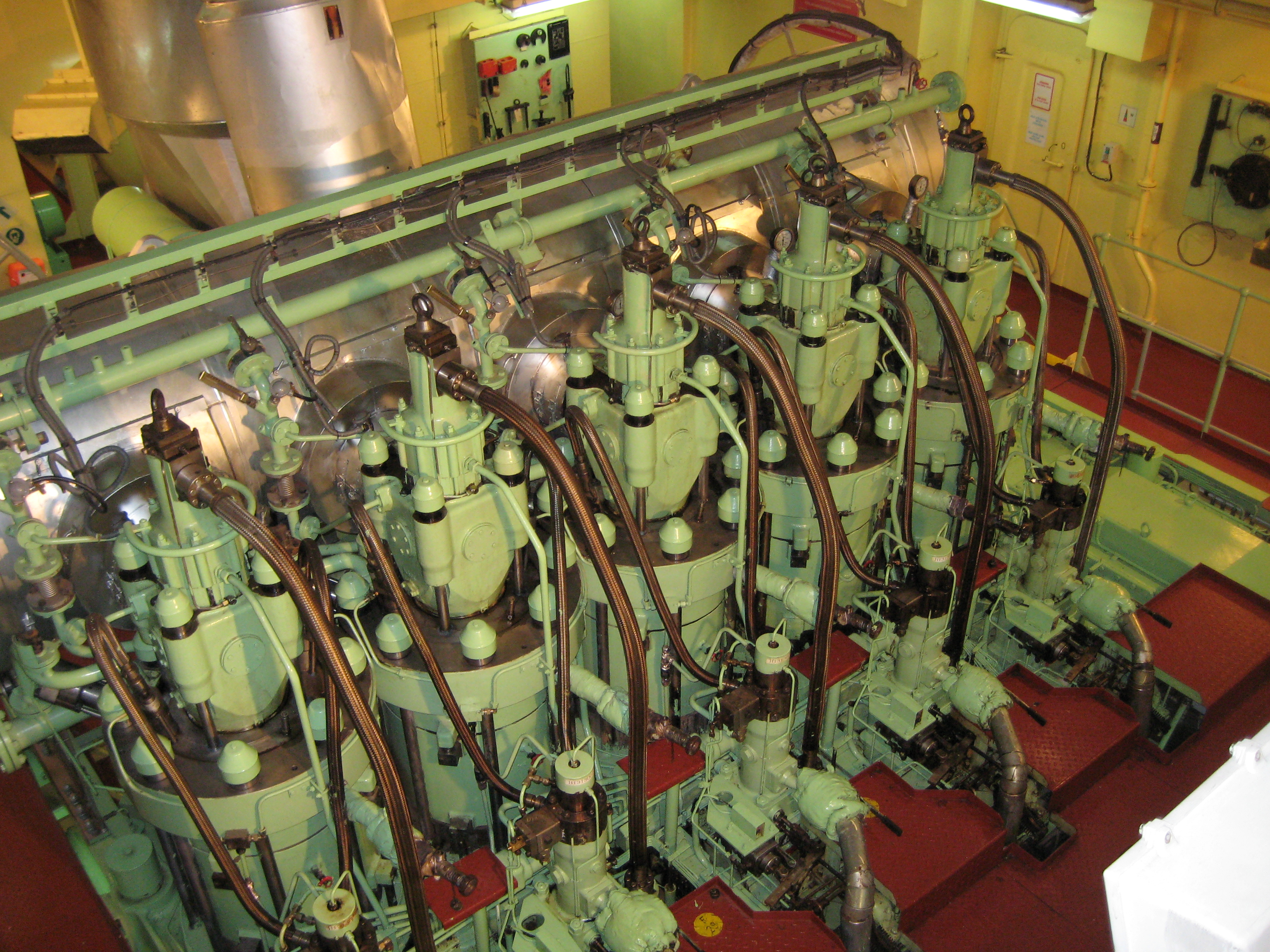
Fünfzylindermotor

### Bauarten
Bei Motorflugzeugen werden Sternmotoren mit fünf Zylindern eingesetzt. Bei dieser Motorenbauart ist die Zylinderzahl immer ungerade. Auch die Megola aus den 1920er Jahren und der 1931 von Ferdinand Porsche für Zündapp entwickelte „Volkswagen“ (Porsche Typ 12) hatten einen 5-Zylinder-Sternmotor. Eine weitere Konstruktion war der Lkw Lancia 3Ro von 1938 mit einem Reihen-Fünfzylinder-Dieselmotor.
Fünfzylinder-Reihenmotoren finden sich in Kraftfahrzeugen, aber auch als kleinere Zweitaktdieselmotoren in Schiffen. 1974 stellte die Daimler-Benz AG im Mercedes 240 D 3.0 den ersten Pkw-Dieselmotor (OM 617) mit fünf Zylindern vor, der ab 1972 im Ingenieurbüro von Ferdinand Piëch, Ferdinand Porsches Enkel, in Stuttgart entwickelt worden war. Im Jahr 1976 präsentierte die Audi NSU Auto Union AG den Audi 100 5E mit Fünfzylinder-Ottomotor, 1978 gefolgt vom Audi 100 5D mit Dieselmotor.
Honda entwickelte 2001 einen V5-Motor für den Einsatz im Motorrad-Rennsport. Die mit dem V5 bestückte RC211V wurde von 2001 bis 2006 eingesetzt.

### Anwendung als Reihenmotor
Der Anfang der 1970er Jahre entwickelte Dieselmotor Mercedes-Benz OM617 („Ölmotor“ Typ 617) wurde von Daimler-Benz bis zur Jahrtausendwende produziert, wobei er klassenübergreifend zum Einsatz kam und insgesamt einige Millionen Mal verkauft wurde. Wegen ungünstiger Schwingungen ab 4400/min wegen der freien Massenmomente 2. Ordnung kam es zunächst jedoch nicht zu einem Einsatz als Ottomotor.
Das änderte sich mit dem 1976 vorgestellten Audi 100 5E. Audi NSU hatte es geschafft, das Schwingungsproblem in den Griff zu bekommen; die Motoren waren nach den Maßstäben der damaligen Zeit erfreulich langlebig und hatten einen günstigen Leistungs- und Drehmomentverlauf. Ab 1980 ging der Urquattro in Serie, der ausschließlich mit Fünfzylinder-Motoren ausgestattet war. Der Quattro-Allrad-Antrieb bescherte Audi zwei Rallye-Weltmeistertitel und machte zudem auch den Fünfzylinder-Ottomotor populär, wodurch dieses Motorenkonzept auch für andere Hersteller wieder interessanter wurde: Von 1997 bis 2005 produzierte Volkswagen Fünfzylinder-VR-Motoren, die im VW Golf IV, VW Bora, VW New Beetle und VW Passat B5 sowie im Seat Toledo II zum Einsatz kamen.
Außerdem verwendeten verschiedene Hersteller (u. a. Volvo, Fiat und Ford) Fünfzylindermotoren, da sie kürzer als Reihensechszylindermotoren sind und sich so auch zum Quer-Einbau eignen. Volvo verwendete Otto- und Dieselfünfzylinder (im 850, C30, S/V40, V50, S/V 60, S/V/C70, S80, XC60, XC90). Volkswagen verwendete im T4 Fünfzylinder-Ottomotoren und Diesel mit 2,4 l oder 2,5 l Hubraum, auch mit Abgasturbolader; ebenfalls im T5, dort jedoch nur mit 2,5 l Hubraum.
Fiat hatte einen Dieselfünfzylinder mit 2,4 l Hubraum, der in verschiedenen Modellen des Konzernes mit unterschiedlichen Leistungsstufen verbaut wurde (Alfa 156, Alfa 159, Alfa 166, Alfa Brera, Alfa Spider; Fiat Croma 194, Lancia Kappa, Lancia Thesis, Lancia Lybra). Ebenfalls hatte Fiat bei den 2,0-l- und 2,4-l-Benzinmotoren Fünfzylinder im Programm (Fiat Bravo 182 HGT, Fiat Marea [in Brasilien auch als Turbo], Fiat Coupé [auch als Turbo], Fiat Stilo; Lancia Kappa [auch als Turbo], Lancia Thesis [auch als Turbo], Lancia Lybra).
Ford baute in den Focus ST, Focus RS, Kuga, Mondeo und S-Max einen Volvo-Turbofünfzylinder ein. Diese Motoren wurden durch die neuen Vierzylinder-EcoBoost-Motoren ersetzt. Einziger Fünfzylinder für den europäischen Markt war 2018 ein 3,2-Liter-Turbodiesel im Ford Ranger.
Audi setzt Fünfzylindermotoren im TT RS, im RS Q3 und im RS3 ein. Mercedes hat zwischen 2003 und 2005 seine Fünfzylindermotoren ausgemustert.

### Laufruhe
Die freien Massenmomente erster Ordnung können mit einer zur Kurbelwelle gegenläufig rotierenden Ausgleichswelle reduziert werden; auf einen Ausgleich der Momente zweiter Ordnung wird aufgrund des technischen Aufwands verzichtet. Das Motorengeräusch von Fünfzylinder-Reihenmotoren hat einen charakteristischen Klang.